# Ermagora di Temno
Ermagora di Temno (in greco antico: Ἑρμαγόρας?, Hermagóras; Temno, II secolo a.C. – II secolo a.C.) è stato un retore greco antico.
Pare abbia tentato di eccellere come oratore e declamatore oltre che come maestro di retorica, ma è soprattutto in quest'ultima veste che è a noi noto. I membri della sua scuola, tra i quali si ricorda il giurista Tito Accio, definivano se stessi Ermagorei.
Gli vengono attribuite diverse opere e trattati, tra cui Technai rhetorikai (Tecniche retoriche).

## La retorica ermagorea
La dottrina di Ermagora è stata di grande importanza per la retorica antica, al pari della Retorica di Aristotele e delle opere di Cicerone. In particolare, ha subito l'influenza di varie scuole e correnti, in primis lo stoicismo (riprende la divisione di Crisippo di Soli delle parti della retorica) ma anche l'eclettismo dell'Accademia a lui contemporanea. Due sono gli aspetti su cui concentra la sua attenzione: la distinzione di ipotesi e tesi, e l'introduzione del concetto di stasis.
Anzitutto, Ermagora è stato il primo a dividere gli argomenti retorici in hypothesis e thésis: con il primo termine si indicano le controversie individuali, mentre con il secondo, che viene da lui introdotto, si intendono le questioni universali. La retorica quindi non si occupa esclusivamente di aspetti particolari, ma anche di tematiche generali, invadendo il campo della filosofia e generando dispute che continueranno per secoli. Questa distinzione verrà poi ripresa dagli oratori latini, che distingueranno il genus definitum dal genus infinitum.
Altro aspetto di primaria importanza è l'introduzione del concetto di stasis (in latino status causae), intesa come impostazione della causa e determinazione della sua questione principale. Su questa base Ermagora propone una propria suddivisione dei generi retorici, diversa da quella aristotelica, che classifica i discorsi in «razionali» e «legali», ognuno dei quali è a sua volta ripartito in quattro sottogruppi.
- Genere razionale (γένος λογικόν, genus rationale), più filosofico, viene a sua volta suddiviso in:
  - congetturale, quando si tratta di congetturare l'autore di un'azione
  - definitivo, quando si tratta di stabilire (definire) l'azione
  - qualitativo, quando si discute della qualità di un'azione
  - traslazione, quando si contesta al giudice la facoltà di giudicare
- Genere legale (γένος νομικόν, genus legale), più giuridico, comprende i sottogeneri:
  - scriptum et sententia, quando la lettera della legge non concorda con il suo spirito
  - leggi contrarie, quando due leggi si contraddicono
  - ambiguità, quando la stessa legge di presta a varie interpretazioni
  - sillogismo, quando si deduca dalla legge ciò che essa non dice esplicitamente

Sempre ad Ermagora si deve la suddivisione dell'orazione in cinque momenti fondamentali:
- inventio (la scelta degli argomenti)
- dispositio (l'ordine in cui essi sono disposti)
- elocutio (il registro linguistico)
- memoria
- actio

La dottrina di Ermagora, come già detto, conosce notevole fortuna, e influenza anche retori dell'età augustea come Dionigi di Alicarnasso e Cecilio di Calacte.

## Edizioni dei frammenti
- Dieter Mattes (ed.), Hermagorae Temnitae, Testimonia et Fragmenta (Bibliotheca scriptorum Graecorum et Romanorum Teubneriana), Leipzig: Teubner 1962.
- Frédérique Woerther (a cura di), Hermagoras. Fragments et témoignages, Parigi, Les Belles Lettres, 2012.
- Marcello Zanatta (a cura di), Ermagora. Testimonianze e frammenti, Milano, Unicopli, 2004.